# Giovanni da Colonia (santo)
Giovanni da Colonia (Colonia, 1500 circa – Brielle, 9 luglio 1572) è stato un domenicano tedesco, martirizzato in Olanda. È venerato come santo dalla Chiesa cattolica.

## Biografia
Giovanni apparteneva al Convento Domenicano di Colonia; divenne parroco di Hoornaer, nei Paesi Bassi, durante la persecuzione calvinista. Fu incarcerato, torturato e infine impiccato insieme ad altri religiosi considerati eretici.

## Culto
Giovanni e gli altri martiri di Gorcum sono stati canonizzati da papa Pio IX nel 1867. La loro ricorrenza liturgica è il 9 luglio.